# Nicoleta Matei
Nicoleta Matei, conosciuta anche come Nico (Ploiești, 1º febbraio 1970), è una cantante rumena.
Ha rappresentato la Romania all'Eurovision Song Contest 2008 con il brano Pe-o margine de lume, in duetto con Vlad Miriță.

## Biografia
Nicoleta Matei ha completato i suoi studi alla Scuola Popolare di Arte a Ploiești, sua città natale, nel 1990. Nel 1998 ha vinto il premio come migliore voce femminile al Festival Ion Vasilescu, mentre l'anno successiva è arrivata seconda al Festival nazionale di musica leggera di Mamaia, dove ha cantato il suo inedito Și dacă viața mea. Oltre alla partecipazione a vari festival musicali nazionali ed internazionali, ha preso parte alla Selecția Națională, il processo di selezione del rappresentante eurovisivo rumeno, negli anni 2002, 2003, 2005, 2006, 2007, 2008 e 2009.
Il 23 febbraio 2008 ha cantato alla finale della Selecția Națională in duetto con Vlad Miriță. La loro canzone, Pe-o margine de lume, è cantata bilingue in rumeno e italiano. Dopo essersi qualificati dalla semifinale eurovisiva, si sono esibiti nella finale dell'Eurovision Song Contest 2008, che si è tenuta il successivo 24 maggio a Belgrado, classificandosi al 20º posto su 25 partecipanti con 45 punti totalizzati. Sono risultati i più televotati dell'evento dal pubblico di Moldavia e Spagna.

## Discografia

### Album in studio
- 2003 – Gând pentru ei
- 2005 – Așa cum vrei
- 2007 – Cast Away
- 2009 – Love Mail

### Singoli
- 2008 – Pe-o margine de lume (con Vlad Miriță)
- 2014 – Clipe (feat. Shobby)
- 2015 – Alt început (feat. Sonny Flame)
- 2015 – 9 (feat. F. Charm)
- 2016 – În locul tău
- 2016 – (Să-mi dai) motive
- 2017 – De sărbători (feat. Marius Bălan)
- 2018 – Suflet pereche
- 2018 – Nebuni îndrăgostiți
- 2018 – Oare cine?